# Accord de libre-échange entre le Japon et la Thaïlande

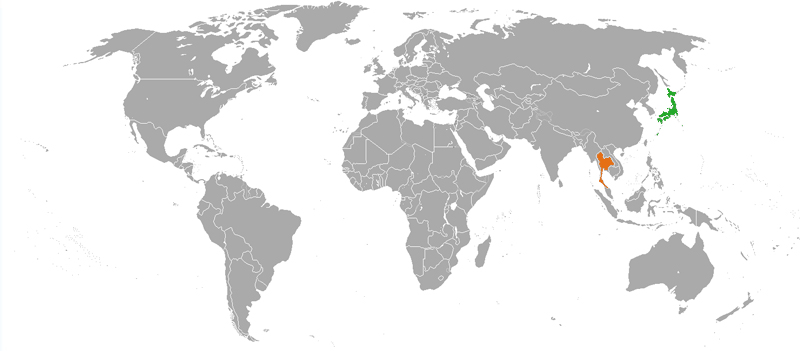
Carte de la Thaïlande (jaune) et du Japon (vert).

L'accord de libre-échange entre le Japon et la Thaïlande est un accord de libre-échange signé le 3 avril 2007 et entré en application le 1er novembre 2007. Il vise à une réduction de la quasi-totalité des droits de douane entre les deux pays, dont des produits agricoles,.